# 張發奎
張發奎（1896年9月2日—1980年3月10日），字向華，原名发葵，又名逸斌，廣東始興清化鄉矮嶺村（今隘子鎮彩嶺村）客家人，中華民國陸軍二級上將，前陸軍總司令，國民革命軍北伐時期名將，中國共產黨在南昌起义的軍隊為其部下。中國抗日戰爭時期，先指揮淞沪会战、武漢保衛戰等，後來任第四戰區司令。1949年後居於香港，後組成反蔣反共之第三勢力。

## 早年
張發奎九歲入讀私塾，1907年進入始興縣高等小學堂。1910年，自行過江搭火車去廣州府，據張發奎親自回憶，當時給學生們煮飯，還做些雜活以賺取車資。到達廣州後正好省政府為振興實業訓練技工所設的增步習藝所招收徒工，張發奎去報名並且順利被錄取，在增步習藝所遇到了陳策和劉沛泉，日後人們稱他們三個人代表了中華民國陸海空三軍。
1911年辛亥革命，11月9日廣東宣布獨立，清廷開設的增步習藝所亦因此被迫關閉，失學的張發奎等人只好無奈返回老家。1912考入廣東陸軍小學，張發奎被編在16歲班級，同學有薛岳、黃琪翔、陳芝馨、葉挺等，在校期間秘密加入國民黨。1913年張發奎母親病故。1914年陸軍小學畢業後，全班遷入武昌第二軍官預備學校。1916年初，駐紮在武昌的砲兵旅計劃起義，張發奎等幾百人響應起義，並向校方申請領取軍火彈藥，但校方根本沒有貯存軍火，起義就此告終。1917年7月，孫中山先生來廣州，9月10日孫中山正式就任大元帥職，在士敏土廠設立了中華民國護法軍政府。司徒非、陳策和張發奎均成為孫中山的便衣隊成員。
1918年1月3日，因新任粵督莫榮新擅殺大元帥府衛隊數十人，孫中山命莫榮新查辦無果，乃命效忠於孫中山的兩艦炮轟督軍府以示薄懲。莫榮新是陸榮廷的親信，胡毅生命令張發奎運煤給那兩艘炮艦。炮戰失利，兩艘艦敗逃。同情孫中山的廣東省長朱慶瀾將警衛軍廿個營撥付護法軍政府，這廿個營重編組後稱為「粵軍」，孫中山委任陳炯明為司令，鄧鏗為參謀長。粵軍集中在汕頭，鄧鏗號召在士敏土廠工作的革命青年參加粵軍。後來粵軍奉命援閩。孫中山以武人作梗，與護法宗旨相違，乃辭職，於5月20日離穗赴滬。

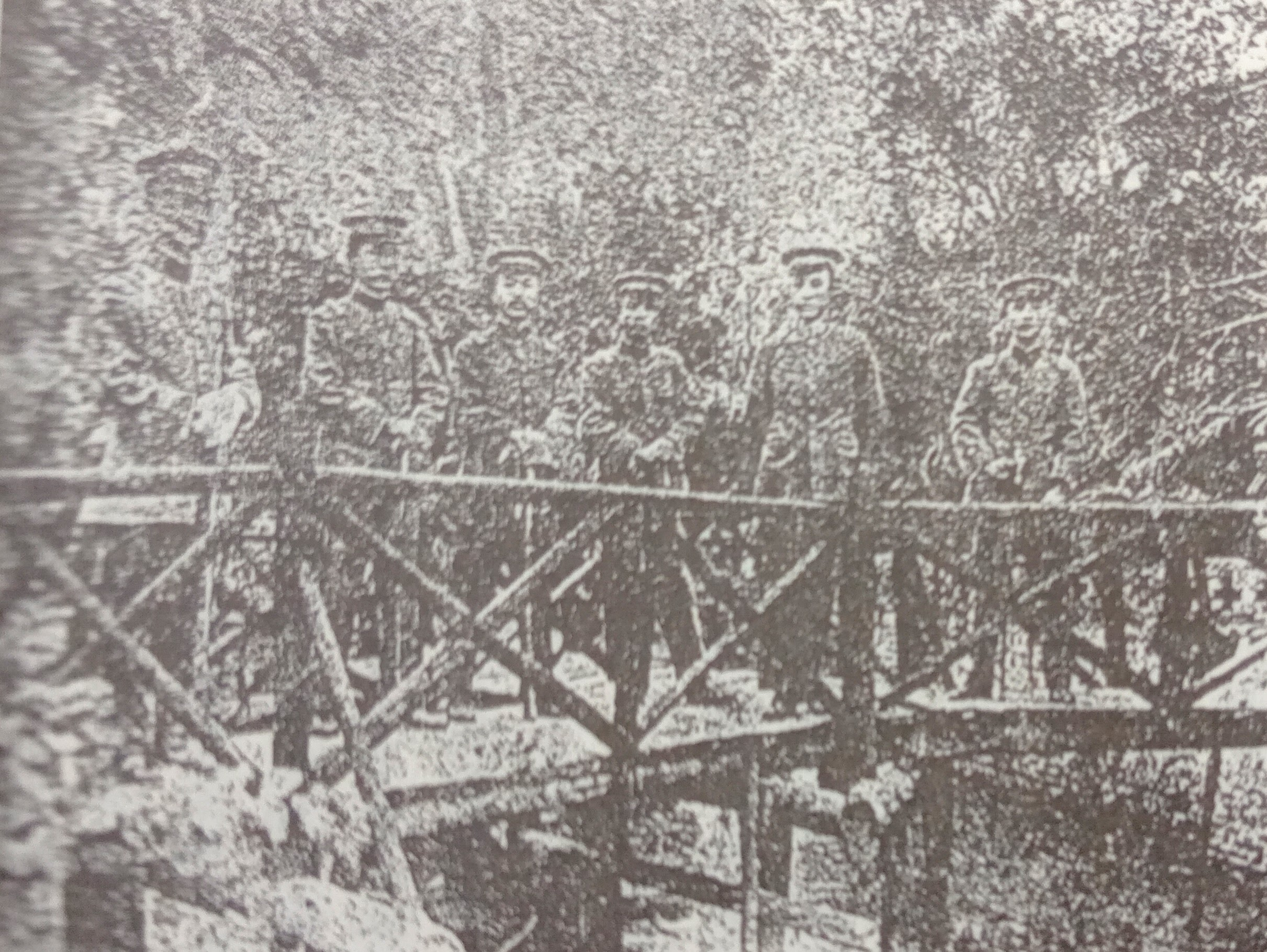
1921年第一師軍官攝於廣州培苑公園餐廳。左起:齊公恪、張發奎、梁鴻楷、王超、葉挺、羅子良

1920年，赴漳州援闽粤军任中尉副官；8月隨軍回粤与舊桂系交戰，隻身於敵軍陣群中奪获新式步枪两枝並獲晋升上尉副官；後於惠州攻坚战任敢督战长，至1922年累升至总统府大本营警卫团第三营营长；6月陈炯明叛变，率部与叛军战于翁源时，陈炯明遣前陆军小学校长翁式亮致函发奎，称：「师生之情，爱护之心始终如一，希迅速来归，免贻后悔」。发奎以「忠臣不待二主，烈女不嫁二夫」回绝，率部退入始兴仙人洞据山相抗半年，故有“大王”绰号；粤军第一师师长梁鸿楷函，许以相机驱陈遂出山，任第一师二团三营营长。

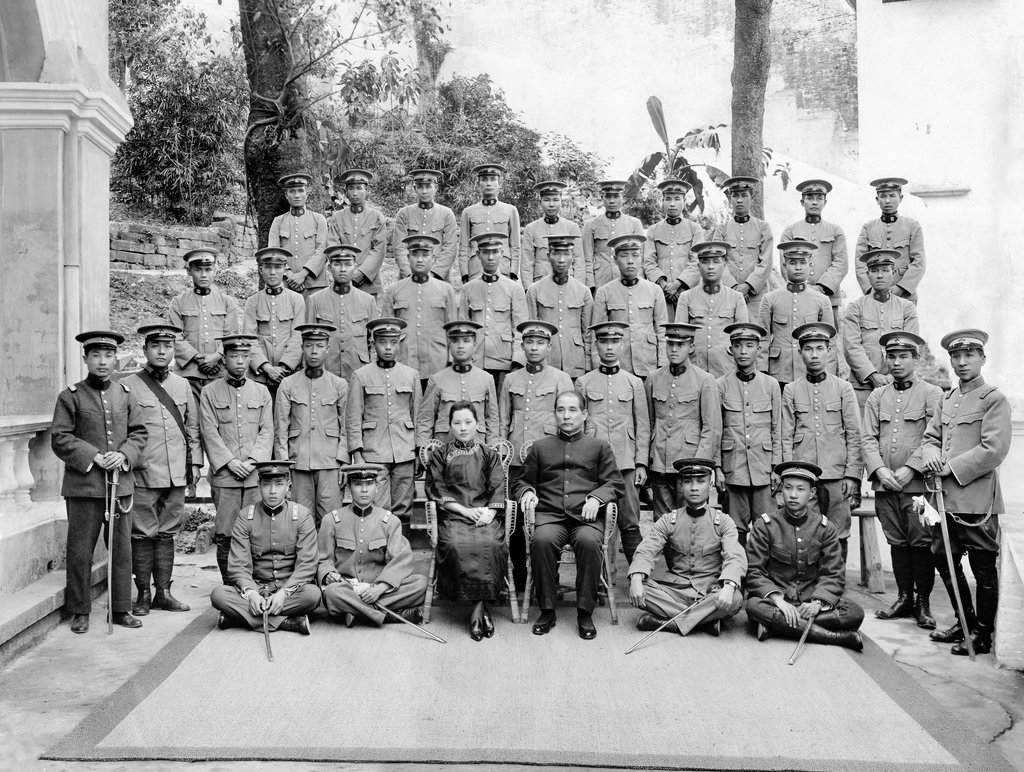
1922年，孫中山、宋慶齡在廣州與總統府衛隊官兵合影。前排坐者左一為葉挺，右一為薛岳，右二為張發奎。

1923年2月，以護孙中山回广州，驱陳炯明作戰有功升任團長。
1925年8月3日，建国粤军改編為國民革命軍第四軍任獨立旅旅長，随国民革命军东征，于热汤与20倍于己的敌军遭遇激战一天与援军击溃敌军；8月，廖仲恺遇刺，建国粤军参谋长蒋中正驱逐粤军总司令许崇智，粤军四邑驻军转投，邓本殷乘机反叛进攻广州；11月1日，随南征军总指挥第三军军长朱培德分四路（第一路陈铭枢、第二路王均、第三路戴岳、第四路俞作柏）攻邓本殷部；11月4日，第一第二路军克恩平、那碉。11月8日，佔阳江、化縣；11月10日，朱培德进抵阳江令各部军会攻高州；11月16日，第三路占领罗定，11月20日，南征军克高州邓本殷部退廉江。11月21日，任十二師副師長。11月23日，第三第四路占廉江邓本殷率残部退雷州时，南征总指挥朱培德与陈铭枢不协，朱部第三军向北撤退，南征军事改由李济深负责，遂回军以功迁第十二师师长。

### 北伐
1926年7月，國民革命軍北伐，张率部进军，与湖南第十师担任湘江东岸作战，连克醴陵、平江，吴佩孚部退守汀泗桥。8月26日，与第四军发起击汀泗桥，吴军主力宋大霈率大刀队迎敌，双方激战甚烈，至夜张发奎令三十六团渡水偷袭敌后占领中央阵地。翌日拂晓亲率三十五团与第四军叶挺独立团从正面大败吴军，吴军腹背受敌投降，十二师佔领汀泗桥，此即汀泗桥之战。8月30日，与第四军於賀勝橋之戰大败吴佩孚直逼武昌，第四軍因而得「鐵軍」之稱，張被稱為「鐵軍英雄」。10月10日，北伐军攻克武昌后率十二师援赣，于马回岭之战全歼孙传芳谢鸿勋部，与第七军克九江取南昌，旋回师武漢。

### 寧漢分裂
1927年1月，兼任第四軍副軍長3月第四方面军第一纵队司令兼第四軍十一军军长，当选中央军事委员会委员。4月，出現寧漢分裂擁護武漢，汪精衛任為第四軍軍長兼任由原四軍十師擴成的第十一軍軍長。同月下旬，寧漢雙方繼續分頭北伐，張率第四軍、十一軍於河南大敗張作霖奉軍主力。6月，回到武漢，陞任武漢第二方面軍總指揮，並且準備討伐蔣中正。
1927年7月，初發生寧漢合流。張發奎部下不少人為共產黨人，但張一直未曾大力反共，直至7月中，才決心清共。7月30日，張發奎在廬山與汪精衛、孫科等宣佈進行分共。8月1日，張的部下，由中國共產黨控制之十一軍二十四師（葉挺）、新編二十軍（賀龍）在南昌發動南昌起義。張即以其餘部，包括第四軍（軍長黃琪翔）十二師（繆培南）、第四軍二十五師（李漢魂）、第十一軍二十六師（許長志）前往南昌討伐。但之後張沒有力追葉挺及賀龍至潮梅一帶，而是帶兵到廣州。11月17日，張發奎乘李濟深離粵，與黃琪翔聯合李福林在廣州發動政變，驅趕在廣東的桂系，擁護汪精衛。

### 部下叛離
1927年11月，張發奎發動政變，驅逐中央軍黃紹竑。同年12月11日，張部下共產黨人，參謀長兼教導團長葉劍英（時為地下共產黨人）及張太雷、葉挺等，在蘇聯駐廣州領事支持下發動廣州暴動。張發奎倉皇離開廣州，以時駐廣州外的三個師，聯合李福林的第五軍鎮壓。張因事件受輿論壓力，被迫通電下野。
1929年3月，蔣介石與桂系因編遣問題爆發蔣桂戰爭。張發奎回國，任第四師師長，初期討伐桂系，後來聯合桂系反蔣。但是在廣州附近被擊敗，退回廣西。1930年，中原大戰爆發，再度以第四軍名義，聯合桂系反蔣，從廣西攻佔長沙，但為陳銘樞從後切斷而敗退。之後張發奎淡出軍政，只保留廣州政府軍事委員會委員職銜。

## 中年
1935年春，回国到南京见蒋中正提出：“今后中国之出路，唯有抗战之一途”蒋许他日后为抗日先锋。1936年春任皖、赣、浙、闽四省边区总指挥及苏浙边区绥靖主任，专事督办抗日防御工事。1937年8月13日，日军进攻上海，张任第八集团军兼右翼军总司令；在浦东击败日军数十次进攻并亲自指挥炮兵轰击日军司令部和日军旗舰“出云号”给敌以重大威胁，被誉为神炮。10月30日，左翼军开始败退，蒋改任张指挥左翼及中央军。面对残局，他仍表示：“尽最后一分力，流最后一滴血”。11月5日，日军于杭州湾登陆，张部腹背受敌，奉命放弃上海，同月受寶鼎勳章。

1938年3月杪攝於漢口。左起:黃琪翔、陳銘樞、郭沫若、張發奎、葉挺

1938年，张发奎任第二兵团总司令兼第八集团军总司令，参加武汉保卫战。他指挥第二十五、第六十四、第八、第七十、第五十四、第二、第四、第六十各军，负责确保赣鄂门户，固守九江以西至蕲春长江两岸各要点的任务。战斗开始后，张发奎所部的预备第十一师、二十五军之一个师和二十九军团主力在姑塘的守军损失惨重。他“下达变换阵地的决心”，以预备队第四军附一五五、第一八七两个师占领狮子山、张家山、两台岭等为第二抵抗线，掩护主力转移。但这一撤退遭到蒋介石的斥责，认为他想保存北伐时第四军的实力，叱令他交出指挥权调回武汉。回汉向最高统帅部汇报战况后，张发奎又调到瑞昌以西地区及马头镇、罗东镇等要塞进行守备，均被日军以优势兵力袭取。后来张发奎又率部在阳新、大冶和通城、岳阳、蒲圻等地组织守备，直到武汉会战结束。
1939年春，任第四战区司令长官负责两广军事冬，指挥第一次粤北会战获胜。後來，張發奎説：「根據余漢謀呈交給我，而我又轉呈給中央的報告，我們在粵北打了一場大勝仗。這並不真確，儘管余漢謀印了一本小冊子《粵北大捷》，為我作了一番宣傳，事實上我們被打敗了。我無法評論其他戰區的所謂大捷，但我確實瞭解在我自己戰區發生的事，我是在現場擔任指揮，所以我應該知道。我們把這場戰役視為勝仗，只是因為敵人攻下新江與英德之後馬上後撤，並未進攻韶關。」:302
1940年1月，第四战区迁往广西，乘隙回乡住了十天，之后到广西任职，收复南宁、龙州、钦縣。

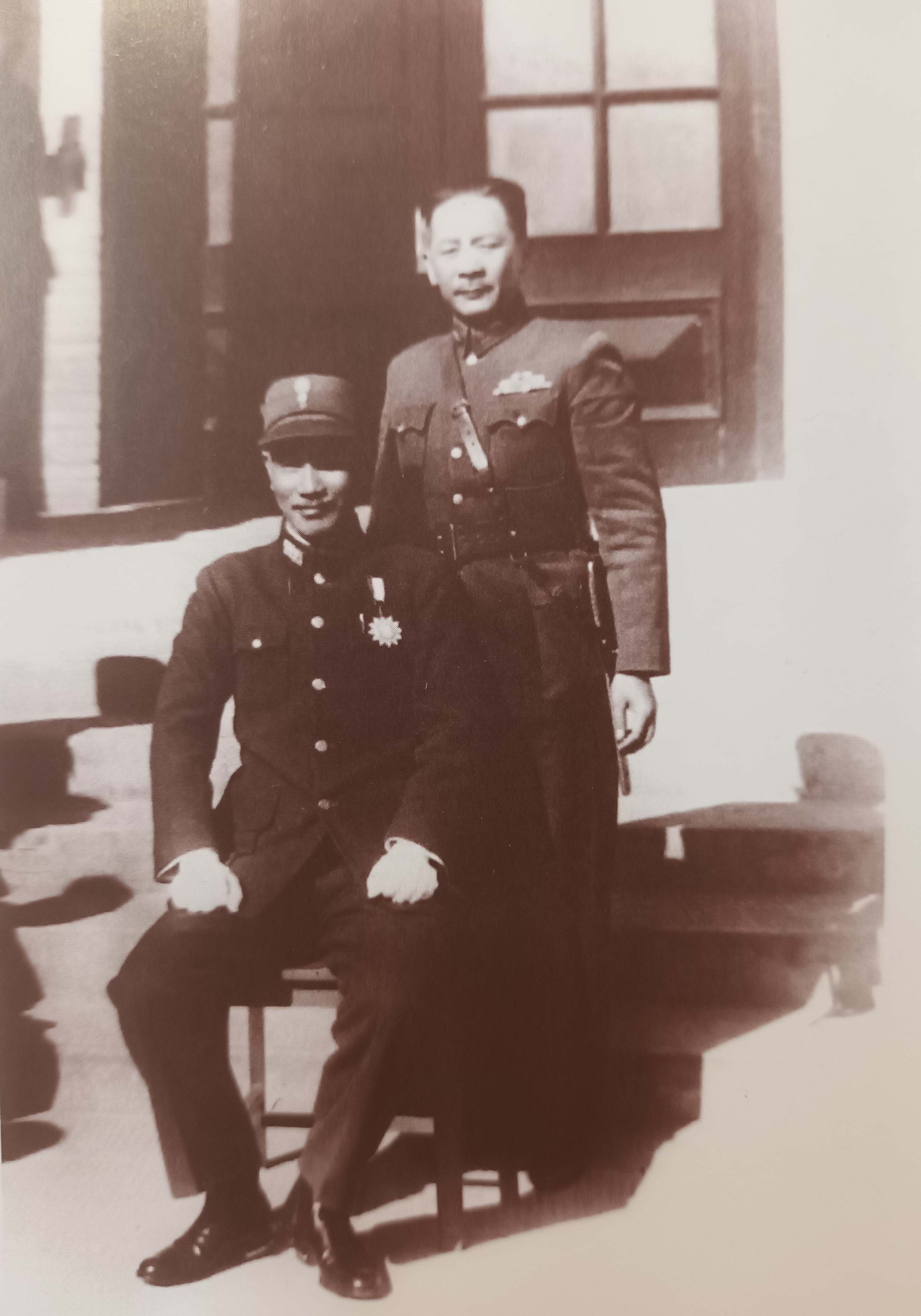
張發奎與蔣中正

1944年10月，日军进攻广西桂林、柳州，南宁失陷，退守至百色。同年冬，改任第二方面军司令，驻桂西，期间经历六寨镇美机误炸事件，险些丧命。

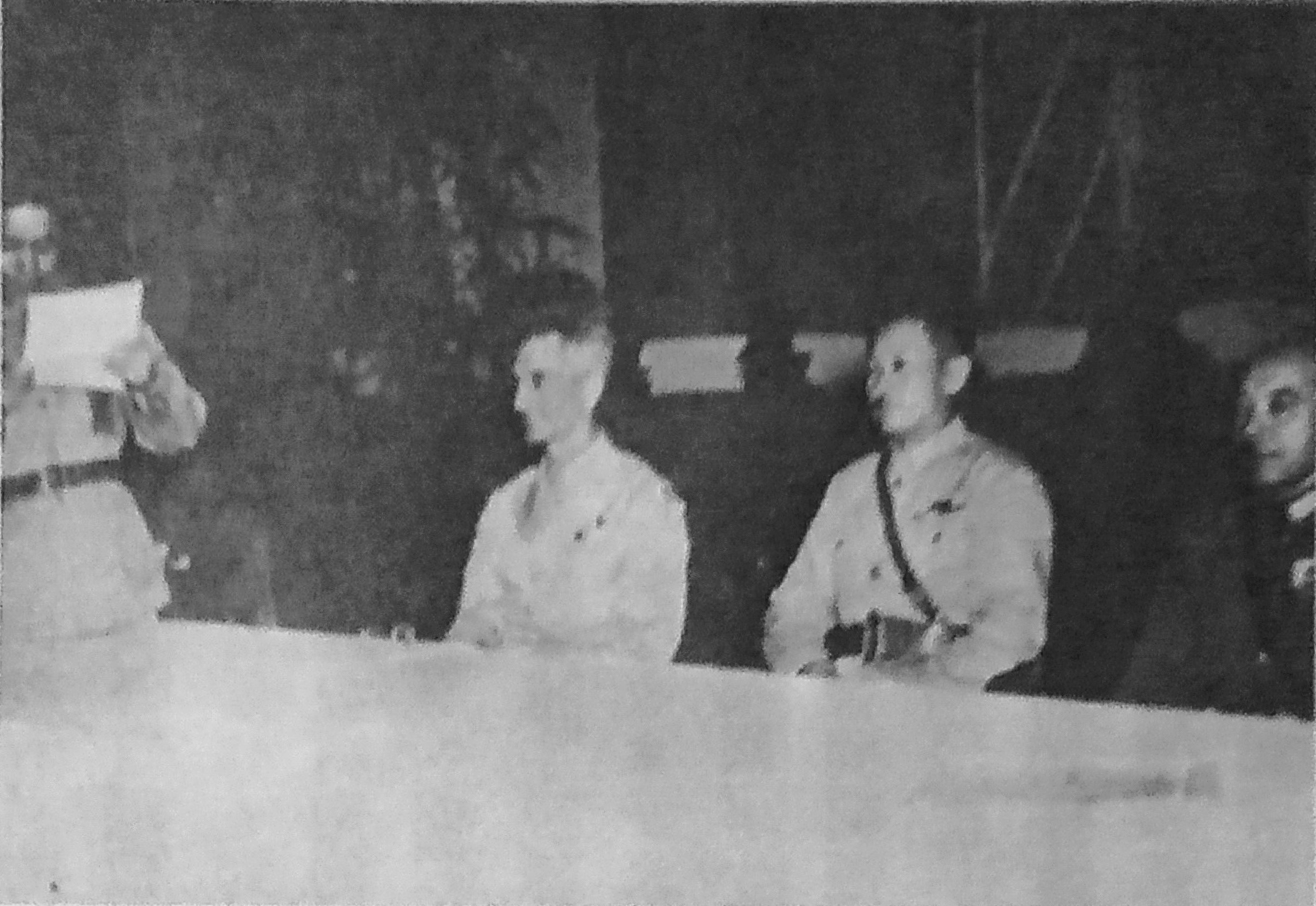
1945年廣東日本投降儀式。左起:翻譯官駱來添、美軍鮑曼將軍、張發奎上將、甘麗初參謀長

1945年5月，率军夺回南宁。7月，攻克龙州凭祥，进军梧州，又攻克柳州。8月15日，日本无条件投降。任廣州、香港、海南等地受降官。9月16日，在廣州接受田中久一投降。10月，派刘绍武师长率部封锁穗澳边境，禁止肉类蔬菜出口，迫使澳葡当局引渡匿澳日本战犯与汉奸且查封其财产。
1946年，任廣州行營主任。

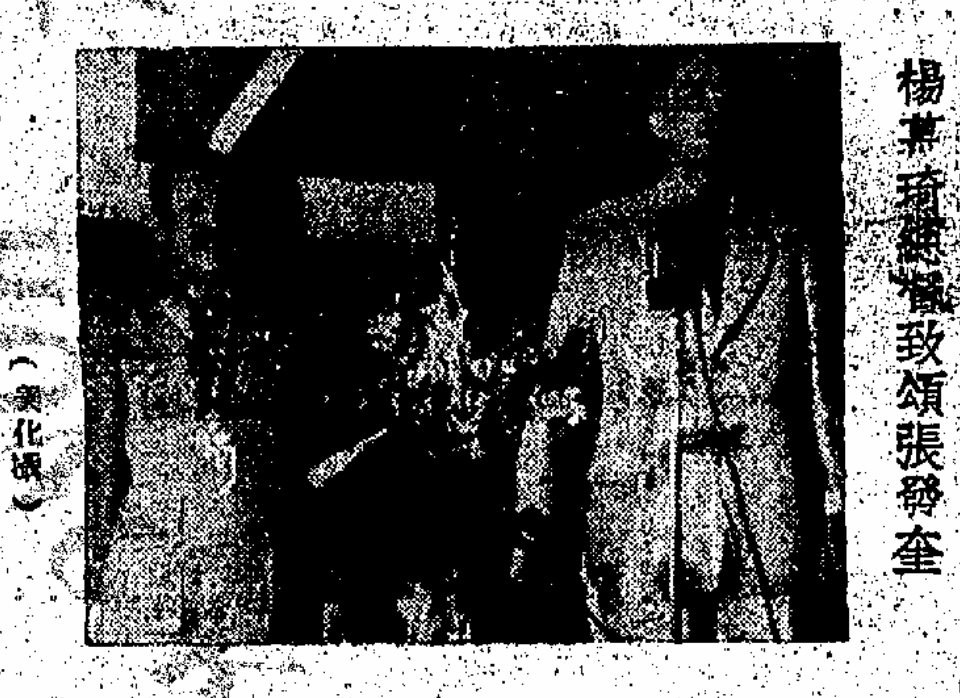
1947年《華僑日報》報導，楊慕琦總督致頌張發奎

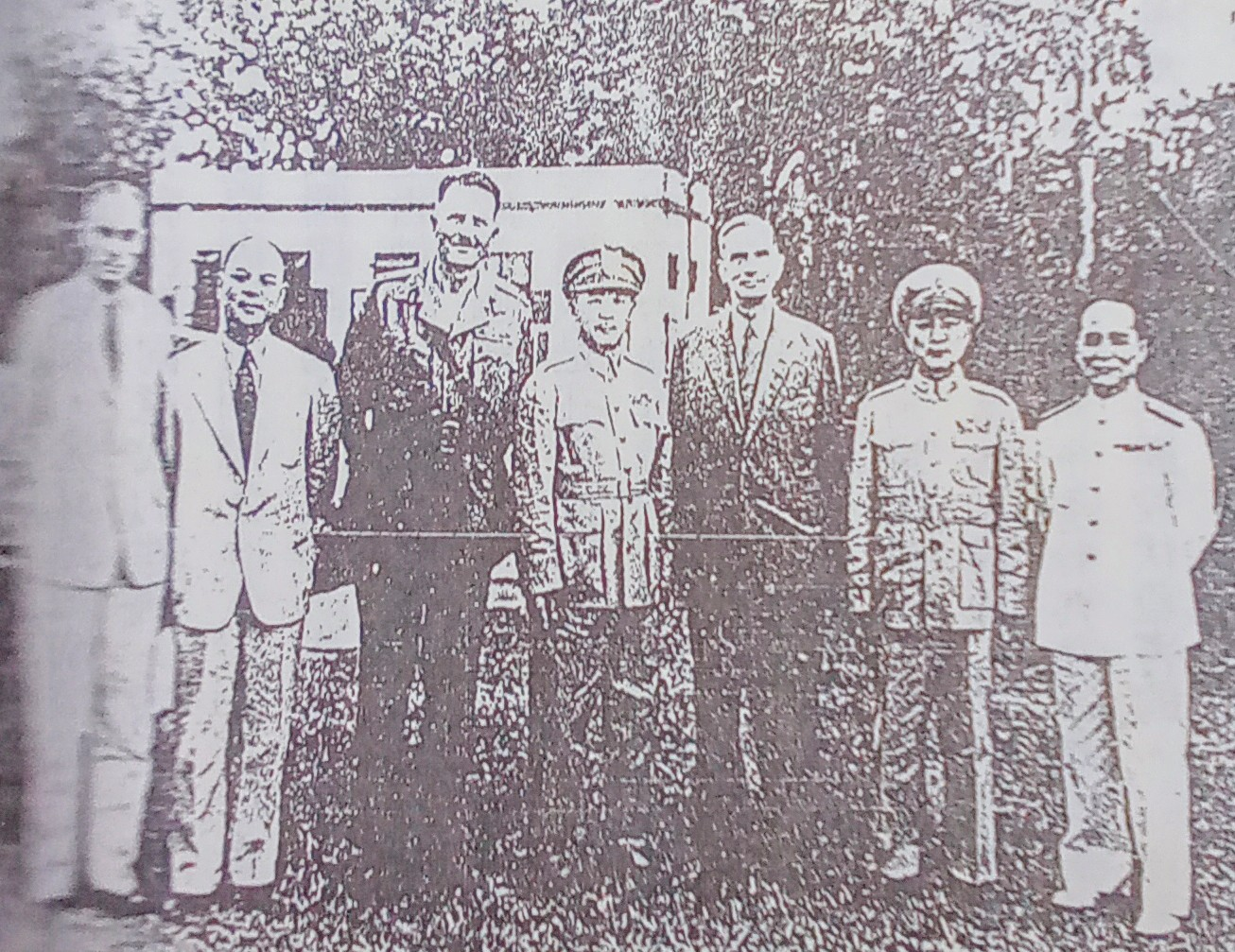
1947年攝於廣州。左起:英國駐穗領事、歐陽駒、菲士丁將軍、張發奎上將、港督楊慕琦、羅卓英、陳策

1947年1月20日，美國政府頒予張發奎棕櫚葉自由勛章。褒獎狀曰：
|  | 1944年9月4日至1945年8月15日非常卓越的服務，茲授予張發奎上將金棕櫚自由勛章。做為第四戰區最高指揮官與中國陸軍第二方面軍司令官，張將軍以其技巧、勇敢以及完全獻身高級職守的精神，對我們的共同敵人施展了積極的軍事行動。他在整編所屬部隊、發起成功的反攻、收復南寧機場與南寧市區，把敵軍逐出印支ㄧ柳州走廊大期間，發揮了領導才幹。在日本投降前，第二方面軍成功地把敵軍趕出中國的西南。該方面軍堅如磐石、同舟共濟、士氣高昂。這一績效是張發奎將軍在中國歷史上最危急情勢下所發揮的高水準指揮藝術所顯現的直接成果，也反映了駐華盟軍對他的最高信任。 |

同年5月2日，港督楊慕琦頒授張CBE勛章。褒揚狀曰：
|  | 英軍服務團總部設在張將軍統帥的第四戰區兩年多，鑒於所有通向我們前方陣地的交通線都要經過他的戰區，也因為他的同情與持續不斷的協助，英軍服務團才得以順利圓滿達成一切任務。正由於他自身樹立了一個偉大的榜樣，他的下屬軍官在戰區內同我們合作，竭誠援助，致使中英兩方的協作臻於完美，使我們毫無損失地撤走了服務團總部及其數百名中國僱員，同時在他英明的指揮下及時摧毀了有關設施，有力地延宕了敵軍向桂柳的進逼。 |

同年夏，與繆培南、朱暉日、鄧龍光、吳奇偉 、麥朝樞、張弛、謝膺白、吳逸志、鄧定遠、陳公俠等二十七人組織第四軍紀實編纂委員會，編印「第四軍紀實」一書。
1948年1月，批准军统广州站组织特别行动队在港九散发传单，迫使港英当局停建屏山机场、取消限制华人入境、引渡所有汉奸到广州受审，冬去職，轉任戰略顧問委員會委員。
1949年1月21日，蔣任命張發奎為海南特別行政區行政長官:239，3月，改任中華民國陸軍總司令。4月29日，張發奎去桂林，與薛岳及余漢謀毫無保留支持李宗仁:134。

## 晚年
1949年6月底，定居香港。1955年5月11日，張發奎之妻劉景容正式受洗為天主教徒。隔年10月10日，張也正式受洗。
1971年9月29日，崇正總會總會金禧大慶時，張發奎在世界客屬懇親大會上致詞云「大半同胞陷於水深火熱之中，惟賴海外數千萬愛國僑胞，大義當前，知所抉擇」，張呼籲「支反共國策，發動國民外交，以為我政府外交之後循」。此文見於歷年崇正總會印行之紀念特刊。
1972年9月27日，抵達臺灣並接受台視新聞採訪，當日，蔣總統伉儷在士林官邸以茶會招待張將軍互敘離衷。28日，由蘇浙旅港同鄉會理事長徐季良陪同參觀金門，並於10月16日返回香港。
1975年4月5日，蔣公逝世，張將軍未有入台證，即購票搭飛機赴臺北參加祭奠，行政院長蔣經國躬親接待，並在天母居停，從此張發奎經常往返港台之間，也曾入榮民總醫院作體格檢查。1976年11月，任中國國民黨第十一屆中央評議委員。

1980年農曆歲杪，回家渡春節。醫生囑於3月10日上午入院洗腎換管，經診斷後，發現腎臟情況惡化，隨卽進行急救，延至當日下午1時50分病逝於養和醫院。台灣始興同鄉會曾開會追悼並獻一輓聯:
|  | 「望出曲江，緒承風度，千載道範，先後獻身邦國，古今輝映；聲揚咸寧，威鎮華夏，一代名將，從此撒手人寰，中外同哀」。 |

3月13日全國人大常委會委員長葉劍英即發唁電給「張向華將軍家屬」
|  | 香港 張發奎將軍屬禮鑒:惊悉向華將軍逝世，不勝哀悼。鄉情舊誼，時所縈懷。特電致唁，尚希節哀。 |

台灣方面3月15日，中华民国总统蔣經國發布總統特頒褒揚令：
|  | 國民大會代表張發奎，早歲獻身革命，追隨先總統蔣公，參加東征、北伐、剿匪、抗戰諸役，歷任營、團、師、軍長、總指揮、綏靖主任、集團軍總司令、第四戰區長官等職，安內攘外，屢著勛勞，而北伐奏捷於汀泗橋，抗戰殲敵於崑崙關，厥功尤偉，行憲後膺選國民大會代表，弼成憲政，遽遘時艱，執節懷忠，擁護國策，茲聞病逝，軫悼良深，應令明令褒揚，以示政府篤念耆勛之至意。 |

1992年11月6日，按照張發奎將軍遺愿，他的遺孀劉景容女士，携定居美國的義子張威立、張麗芳等亲友舊部近百人，从香港護送張將軍骨灰回故鄉安葬。之後劉景容夫人不顧高龄，先后三次率領張發奎亲属和舊部人員於1993年、1996年，回鄉掃墓，並於同年出席廣東省紀念張發奎將軍誕辰一百週年紀念活動。
張發奎在香港任客家人組織崇正總會會長。現九龍李鄭屋邨崇正學校之禮堂「張向華紀念堂」，即紀念張發奎。
2005年9月2日，广东省立中山图书馆举办爱国名将张发奎文物史料展览，展出有关勋章、委任状、手稿等，其中还有他亲笔书写的《前出师表》。
2007年9月27日，劉景容夫人以一百零五歲高齡驾鶴仙去。義子張威立遂母親遺願，將劉夫人的骨灰與張將軍合葬。

## 家庭
將軍夫人劉景容女士，出自清化鄉望族，端莊賢淑，曾在鄉間受舊式教育。義子張威立，畢業美國大學土木工程系，在夏威夷經營建築業務。義女張麗芳，婿周世經均定居於美國加州。

## 評價
|          | 張發奎是在國民黨軍隊中是一個異數，一個他不貪汙，一个他自己勇敢打仗。 |
| ——胡志偉 |                                                                      |

《民國人物傳記史料彙編》稱張發奎為「將軍一生戎馬，盡忠為國，處事公正，待人坦誠，故能將士用命，迭奏奇功，誠一代名將也。」
2006年，華南師範大學文學院院長左雙文教授在珠海出版社出版的《張發奎將軍圖傳》的前言「一生愛國的張發奎將」中，稱張發奎將軍為「偉大的愛國將領」。

### 張發奎對國民黨丟失中國大陸的評價
據顧維鈞回憶，大陸淪陷20多年後，他在香港一次午宴上同張發奎談起大陸失陷的情形及原因，張發奎說：

「其主要原因是
1. 中國國民黨的弊政，包括發行金圓券進行幣制改革和惡性通貨膨脹。
2. 軍事上無能。
3. 蔣中正任命的軍事長官貪污成風。蔣總以為自己的主張和指示是正確的，過分自信，在具體問題上不能容忍或不夠耐心地聽取別人的意見。閻錫山在廣州任行政院長時，何應欽是國防部長，但連中央嫡系部隊的駐地也不知道；任參謀次長的黃杰，也不知道這些情況。實際上，武裝部隊的總司令是委員長自己，只有他自己知道他控制的政府軍駐在何處。他還常常越過國防部或參謀總部，直接向前線部隊發號施令。黃伯韜和邱清泉互不合作，互相嫉妒，這僅是徐蚌會戰潰敗的近因。根本問題是毛澤東對國軍在戰場上的一舉一動、南京周圍的防守據點等重要情況都一清二楚。國防部參謀次長劉斐一直把國軍的作戰計畫、部隊的配備和駐地等重要情報，通過秘密途徑送給毛澤東。甚至連國軍打算什麼時候向共軍某一據點發動攻勢，毛澤東也都瞭如指掌。因此徐州會戰結局如此毫不足怪。」

## 與汪精衛的關係

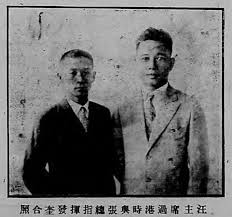
張發奎與汪精衛攝於1927年11月15日

張發奎是當年軍中擁護汪精衛最忠實、堅決的一人，對汪真正做到了「言無不聽，計無不從」。即使汪對張的待遇並不是很好，但張也不曾想反對汪精衛，別人說張這是“愚忠”。張發奎卻把自己與汪的關係比喻成夫妻關係，張說:「一個女人結婚了，生了個多小孩，但她的丈夫是個煙鬼，又不管家。那她該怎麼辦？她沒法離婚，只能接受事實。」雖不是很貼切，但確表達了張對汪精衛有所不滿，卻又不得不追隨的無奈心理。

## 軼事
1938年左右，張發奎與黃琪翔、吳奇偉等人有「鐵軍三代」美譽，其領導的國民革命軍第四軍，有中國鐵軍之號。
少帥張學良所寫的留書張發奎與北伐軍戰於中原，班師時留書南將張發奎，期以抗日戰爭時，並肩作戰。
|  | 共識內爭無宿怨，同仇外侮有新盟，留書來將須珍重，異日防倭是弟兄。 |

## 重視教育
1936年春，張發奎為解決家鄉子弟上學困難的問題，獻資10萬元，委託始興知名愛國人士張光第和進步青年陳培興、陳億勛等人在彩嶺創辦了一所小學，將學校命名為「私立風度小學」（1944年，增設初中部，並改名為風度學校），該校坐西朝東、依山而建、精緻典雅，是一座莊園式的校園。
抗戰時於第四戰區創辦志銳中學（現廣東北江中學）。任第四軍軍長時曾贈始興中山圖書館《萬有文庫》、《四部叢刊》各一套。

## 影视形象
- 1981年电影《南昌起义》，韩韬饰演张发奎。
- 2004年电视剧《羊城风暴》，佟凡饰演张发奎。
- 2007年电影《八月一日》，徐光明饰演张发奎。
- 2009年电视剧《叶挺将军》，沙杰饰演张发奎。
- 2016年电视剧《天涯浴血》，刘召来饰演张发奎。
- 2017年电影《建军大业》，余皑磊饰演张发奎。
- 2017年电视剧《热血军旗》，陈立新饰演张发奎。